# Ліза Холоденко
Ліза Холоденко (англ. Lisa Cholodenko; 5 червня 1964, Лос-Анджелес) — американська теле- і кінорежисерка, продюсерка та сценаристка українського походження.

## Життєпис
Виросла в долині Сан-Фернандо, передмісті Лос-Анджелеса, в єврейській сім'ї з корінням в Україні. Навчалася в «San Francisco State University». Працювала помічницею редактора у фільмах Boyz 'N the Hood (1991) та Used People (1992). Вступила до кіношколи Колумбійського університету, де навчалася у Мілоша Формана. Під час навчання зняла два короткометражні фільми Souvenir (1994) та Dinner Party (1996). У 1998 році зняла свій перший повнометражний фільм «Високе мистецтво», високо оцінений критикою. Режисувала популярні телесеріали: «Забійний відділ»; «Клієнт завжди мертвий» та «Секс в іншому місті».
У 2010 на екрани вийшов фільм «Дітки в порядку», у якому Холоденко виступила як режисерка і співсценаристка. Фільм отримав «Золотий глобус» в номінації «Найкращий фільм — комедія або мюзикл» і номінацію на «Оскар» в категорії «Найкращий фільм»
Холоденко — відкрита лесбійка, здійснила камінг-аут в 11 класі. Перебуває у стосунках з гітаристкою Венді Мелвоїн. У пари є син, Калдер, якого Холоденко народила від анонімного донора сперми.

## Фільмографія

### Режисерка
- Souvenir (1994)
- Dinner Party (1997)
- Високе мистецтво (1998)
- Забійний відділ (епізод: «The Same Coin») (1999)
- Клієнт завжди мертвий (епізод: «Familia») (2001)
- Push, Nevada (епізод: (The Letter of the Law)) (2002)
- Лавровий каньйон (2002)
- Cavedweller (2004)
- Секс в іншому місті (епізод: «Lynch Pin») (2005)
- Діти в порядку (2010)
- Олівія Кіттерідж (2014) — володар 6 статуеток Еммі, у тому числі за режисуру
- Ляпас (2015)
- Неймовірне (2019)

### Сценаристка
- Souvenir (1994/II)
- Dinner Party (1997)
- Високе мистецтво (1998)
- Лавровий каньйон (2002)
- Діти в порядку (2010)

Unbelievable (2019)

### Редакторка
- Dinner Party (1997)

### Продюсерка
- Souvenir (1994/II)
- Crawl (1994)